# صاحب الجلالة (فلم)
صاحب الجلالة هو فيلم مصري تم إنتاجه عام 1963، من إخراج فطين عبد الوهاب، وتمثيل فريد شوقي وسميرة أحمد وفؤاد المهندس.
ويتعبر النسخة العربية من فيلم The Prisoner Of Zenda 1952 المقتبس ع رواية The Prisoner Of Zenda.[بحاجة لمصدر]

## تمثيل
- فريد شوقي
- سميرة أحمد
- فؤاد المهندس
- حسن فايق
- توفيق الدقن
- أحمد الحداد
- محمد صبيح
- زين العشماوي
- محسن حسنين
- هدى شمس الدين
- سامي سرحان

## روابط خارجية
- مقالات تستعمل روابط فنية بلا صلة مع ويكي بيانات